# Здание ирландского парламента
Эта статья про здание, в котором до 1800 года располагался парламент Ирландии.

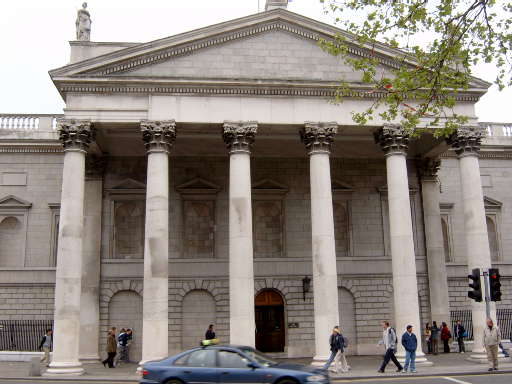
Вход Палаты Лордов Ирландии в Здание Парламента (вид с востока). Вход Палаты Лордов был частью пристройки к первоначальному зданию и был спроектирован архитектором Джеймсом Гэндоном.

Здание ирландского парламента (ирл. Tithe na Parlaiminte, англ. Irish Houses of Parliament, в настоящее время здание используется в качестве филиала банка и именуется Банком Ирландии и Колледжем Грин) — первое в мире здание, специально построенное для двухпалатного парламента. Оно служило местом заседания обеих палат (Лордов и Общин) Ирландского парламента Королевства Ирландии большую часть XVIII века до 1800 года, когда Актом Объединения остров стал частью Соединенного Королевства Великобритании и Ирландии.
В XVII веке парламент располагался в особняке Чичестер-хаус на площади Хогген Грин (позднее переименованной в Колледж Грин), он принадлежал главе Манстера, лорду-казначею Ирландии сэру Джорджу Кэрью. Особняк был построен на месте женского монастыря после роспуска монастырей королём Генрихом VIII. Дом Кэрью (позже переименованный в Дом Чичестер в честь более позднего владельца сэра Артура Чичестера) уже имел достаточно большое значение, в нём располагался дом правосудия Королевства Ирландии во время судебной сессии в 1605 году и в нём же 16 ноября 1612 года был подписан документ, облегчающий «Колонизацию Ольстера».